# Baccio da Montelupo

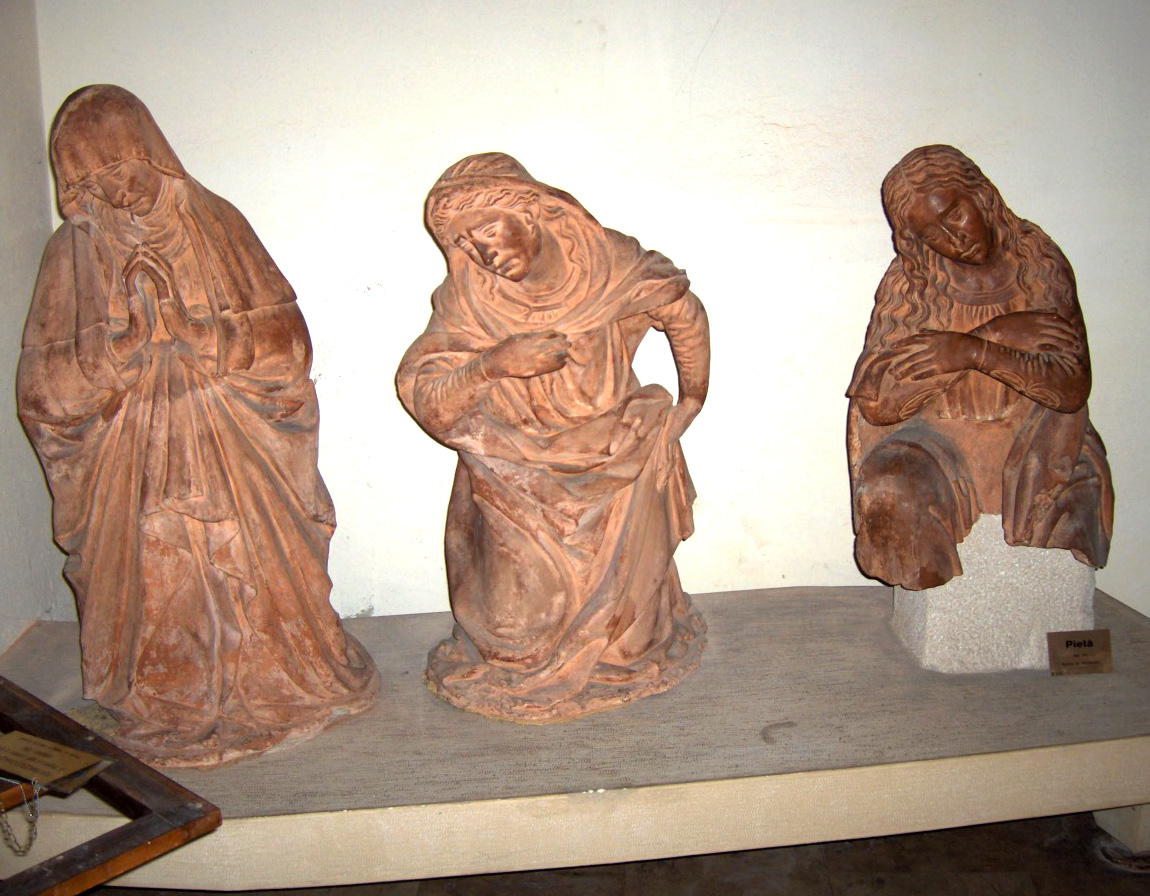
Compianto en terracota, Basílica de San Domenico, Bolonya

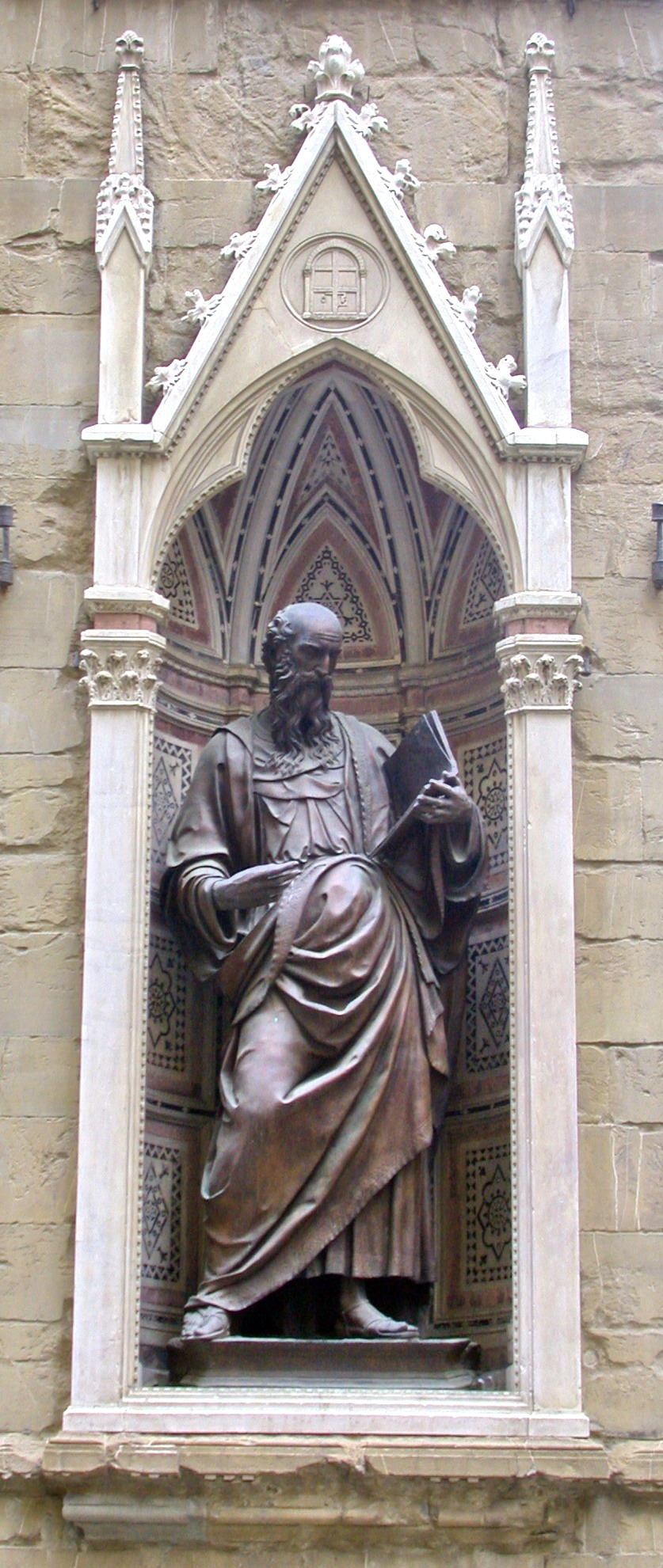
Sant Joan Evangelista, Orsanmichele, Florència

Baccio da Montelupo (Montelupo Fiorentino, 1469 - Lucca, 1523 (?)), nascut Bartolomeo di Giovanni d'Astore dei Sinibaldi, va ser un escultor italià del Renaixement. Va ser pare d'altre gran escultor, Raffaello da Montelupo. Tant el pare com el fill van ser biografiats per Vasari en el seu famós llibre Le Vite de' più eccellenti pittori, scultori, e architettori (Les vides dels més excel·lents pintors, escultors i arquitectes).
Va nàixer al si d'una modesta família de Montelupo Fiorentino. Als divuit anys va traslladar-se a Florència, on va dedicar-se a l'estudi de l'escultura, assistint a la scuola de Bertoldo di Giovanni, fundada als jardins de Sant Marc, i que era freqüentada per altres joves escultors, com ara Miquel Àngel, Giovanni Francesco Rustici i Jacopo Sansovino.
Va rebre el seu primer encàrrec important dels frares de la Basílica de San Domenico de Bolonya: un "Compianto" (escena de la lamentació de Crist mort), consistent en una sèrie d'estàtues de terracota (c. 1495). Després va tornar a Florència, on va fer diversos crucifixos de fusta: a la Basílica de San Lorenzo i a San Marco, ambdues a Florència; l'Abadia de les SS. Flora i Lucil·la, a la rodalia d'Arezzo; i a l'església de Sant Martí, a la localitat de Lastra a Signa, prop de Florència.
A Bolonya va fer 12 busts dels Apòstols en terracota (avui dia a la Catedral de Ferrara).
L'any 1506 li van ser encarregades diverses estàtues per a l'Abadia benedictina de San Godenzo, de les quals només ha sobreviscut la de sant Sebastià.
El moment culminant de la seua carrera va arribar arran del concurs convocat l'any 1514 pel gremi de comerciants de la seda de Florència, per a una estàtua de bronze destinada a ocupar un dels nínxols lliures de la façana d'Orsanmichele. Vasari diu:
| « | Hom diu que quan havia fet la figura en argila, tots els que van veure els detalls de l'armadura i les figures que l'adornaven van quedar meravellats de la seua bellesa. Els qui van veure com la va fondre van comentar que Baccio havia fet aquesta operació amb molta mestria. Tot el treball que hi va invertir li va donar fama, no només de bo, sinó d'excel·lent en el seu ofici, i avui més que mai aquesta figura es considera una obra molt bella. | » |

Aquest bronze de Baccio, que representa Sant Joan Evangelista està col·locat a l'exterior d'Orsanmichele, al costat de les obres dels mestres italians del segle precedent: Donatello, Lorenzo Ghiberti i Nanni di Banco.
L'any 1515 va fer un edicle de marbre rodejant un fresc de la Mare de Déu a l'església de Sant'Agostino a Colle di Val d'Elsa. Cap al final de la dècada, va treballar principalment a l'àrea de Lucca, fent una Pietà per a l'església de Segromigno (1518). Després va fer monuments funeraris, incloent-hi la tomba del bisbe Silvestro Gigli (San Michele al Foro, amb el seu fill Raffaello; Monumento di San Silao (ara al Museo di Villa Guinigi, Lucca); i el Monument a Giano Grillo (Santa Maria dei Servi, Bolonya).
Va morir a Lucca, al voltant de 1523.